# Rhotia
Rhotia ist ein Verwaltungsbezirk (Ward) des Distrikts Karatu in der tansanischen Region Arusha.

## Geografie
Rhotia liegt im Norden von Tansania etwa 100 Kilometer westlich der Regionshauptstadt Arusha am nordwestlichen Ufer des Manyaras-Sees. Dieser liegt rund 1000 Meter über dem Meer, nach Nordwesten steigt das Land Richtung Ngorongoro-Krater auf etwa 1700 Meter an.
Der Bezirk grenzt im Norden an den Bezirk Nainokanoka des Distrikts Ngorongoro, im Osten an die Bezirke Mbulumbulu, Majengo und Mto wa Mbu, im Südosten an den Manyaras-See und den Bezirk Endamarariek und im Westen an Qurus, Karatu and Ganako.
Rhotia hat eine Fläche von 198 Quadratkilometern. Bei der Volkszählung 2022 lebten hier 29.264 Menschen in 6258 Haushalten.

## Gliederung
Der Bezirk besteht aus sieben Gemeinden (Mtaa) mit 23 Orten (Kitongoji):
| Kilimamoja - Sangaryan - Changarawe - Kibaoni - Park | Huduma - Soweto - Sahhata - Kirurumo - Ayatsere | Rhotia Kati - Rhotia Juu - Rhotia Kati | Marera - Marera Kati - Huduma - Dipu | Kilimatembo - Kilimatembo Barabarani - Huduma - Kilimatembo Juu - Gilala | Kainam Rhotia - Kainam Kusini - Jaranjar - Hareabi | Chemchem - Aslini - Huduma - Mbulumbulu |

## Wirtschaft und Infrastruktur
- Gesundheit: Im Bezirk gibt es ein privates Gesundheitszentrum[7] und fünf staatliche Apotheken, je eine in Huduma,[8] Marera,[9] Kilimatembo,[10]  Kainam Rhotia[11] und Chemchem.[12]
- Bildung: Die Rhotia Secondary School ist eine staatliche weiterführende Schule, die Burschen und Mädchen bis zur 4. Stufe ausbildet.[13]
- Verkehr: Durch den Bezirk verläuft die asphaltierte Nationalstraße T17, die von Arusha nach Ngorongoro und weiter nach Musoma führt.[14]